# Christoph Messerschmidt
Christoph Messerschmidt, auch Kunstmann oder Cuntzmann, Cultrifaber, Knustmann, genannt (* in Steinau an der Oder; † 1578 oder früher, vermutlich in Lübeck) war ein deutscher Jurist und Ratssekretär der Hansestadt Lübeck.

## Leben
Christoph Messerschmidt immatrikulierte sich 1541 unter Herkunftsangabe zum Studium an der Universität Rostock. Mehr als 10 Jahre später immatrikulierte er sich am 10. März 1552 an der Leucorea in Wittenberg. In Wittenberg erwarb er sich am 16. Februar 1557 den akademischen Grad eines Magisters der philosophischen Wissenschaften und es erschienen 1557 und 1558 auch zwei Schriften von ihm. In Lübeck ist er erstmals 1554 als Vertreter eines Bürgers der Hansestadt Hamburg nachgewiesen. 1558 wurde er als Magister vom Lübecker Rat für die befristete Amtsdauer von fünf Jahren zum Ratssekretär bestellt. Seine Handschrift im Lübecker Niederstadtbuch belegt ihn dann für den Zeitraum bis Mai 1573 als Ratssekretär in Lübeck. Danach ist er aus dem Amt geschieden, denn er ist von Ende 1573 bis Februar 1576 ohne den Titel des secretarius belegt. Er ist an einem unbekannten Datum vor dem 20. August 1578 verstorben, weil an diesem Tag ein Vertrag mit seiner Witwe geschlossen wurde.